# Ranitomeya benedicta
Ranitomeya benedicta é uma espécie de anfíbio anuro da família Dendrobatidae. Está presente no Peru. A UICN classificou-a como vulnerável.